# Garde civile zaïroise
Pour les articles homonymes, voir Garde civile (homonymie).
La garde civile zaïroise est une unité militaire zaïroise, créée pour soutenir le pouvoir de Mobutu Sese Seko.

## Historique

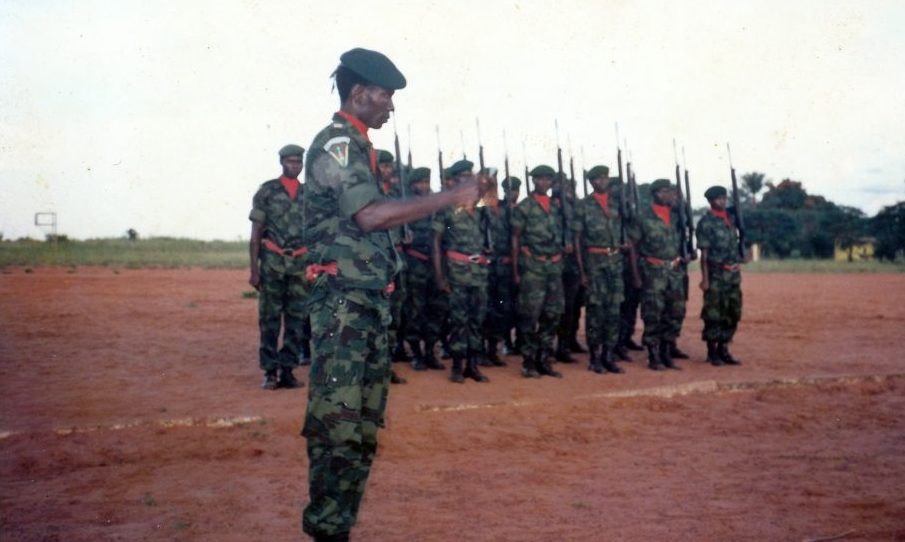
La première promotion de la garde civile en 1985.

L'unité est créée en 1984, après des combats dans le Shaba entre soldats zaïrois et zambiens. Entraînée par des instructeurs d'Allemagne de l'Ouest et d'Égypte, elle est chargée de la sécurité aux frontières, de la lutte contre les trafics illégaux et le terrorisme, et de la restauration de l'ordre public.
En 1987, le mari d'une cousine de la première épouse de Mobutu, Kpama Baramoto Kata (en), simple chef de section est nommé général et prend la tête de la garde civile.
En 1990-1995, l'unité intègre un certain nombre d'anciens exilés Tigres katangais qui souhaitent rejoindre la province du Katanga. En 1996, la garde civile, toujours commandée par Baramoto, regroupe officiellement 26 000 hommes, son budget étant équivalent à celui des forces armées zaïroises quatre fois plus nombreuses.
Après avoir participé à la première guerre du Congo, l'unité est dissoute fin 1997.